# Stanislav Kozák
Stanislav Kozák (* 31. července 1950) je český politik a vládní úředník, v 90. letech 20. století poslanec České národní rady a Poslanecké sněmovny za Zemědělskou stranu, respektive Liberálně sociální unii, pak za KDU-ČSL, náměstek ministra zemědělství.

## Biografie
Počátkem 90. let patřil mezi hlavní politiky Zemědělské strany (ZS). V roce 1991 se uvádí jako její ústřední tajemník. Ve volbách v roce 1992 byl zvolen do ČNR, jako poslanec za ZS, respektive za koalici Liberálně sociální unie (LSU), do níž ZS přistoupila, (volební obvod Východočeský kraj). Zasedal ve výboru pro právní ochranu a bezpečnost (později branný a bezpečnostní výbor).
Od vzniku samostatné České republiky v lednu 1993 byla ČNR transformována na Poslaneckou sněmovnu Parlamentu České republiky. V ní zasedal do konce funkčního období, tedy do voleb v roce 1996. Koalice LSU se již krátce po volbách začala vnitřně rozvolňovat. Samostatný postup zvolila část politiků za Liberální stranu národně sociální. Koncem roku 1993 se pak do rozporů s LSU dostala i Zemědělská strana. Kozák patřil mezi politiky ZS, kteří kritizovali odklon LSU doleva. Když pak v březnu 1994 ZS měla být přímo sloučena do LSU, coby její agrární křídlo, Kozák a několik dalších poslanců tuto užší fúzi odmítl. Od března 1994 do března 1995 působil jako nezařazený poslanec. Pak vstoupil do poslaneckého klubu KDU-ČSL.
V sněmovních volbách roku 1996 neúspěšně kandidoval za KDU-ČSL. Následně nastoupil na ministerstvo zemědělství jako ředitel odboru, respektive vrchní ředitel územní sekce ministerstva. V dubnu 1997 byl navíc zvolen členem prezídia Pozemkového fondu. Na ministerstvu setrval i v následujících letech. V roce 2001 je zde uváděn jako ředitel odboru zemědělských komodit. V roce 2006 působil jako náměstek ministra zemědělství. Stranicky je nadále uváděn jako člen KDU-ČSL. Z postu odešel v roce 2010 po nástupu ministra Ivana Fuksy.